# Волкерс, Ян Хендрик
Ян Хендрик Волкерс (нидерл. Jan Hendrik Wolkers; 26 октября 1925, Угстгест — 19 октября 2007, Тексел) — нидерландский писатель и скульптор.

## Биография и творчество
В послевоенной нидерландской литературе он вместе с Харри Мюлишем, Герардом Реве и В. Ф. Хермансом образует «большую четвёрку» писателей. Первоначально он стал известен в связи с откровенной манерой описания секса и тематикой своих произведений, включающей попытки осознания места секса и смерти в человеческой жизни и их взаимосвязи с другими её проявлениями. Сейчас в большей степени по заслугам оценен его оригинальный авторский стиль, чем вызов, брошенный им в шестидесятые годы консервативному обществу.
По одному из его романов — "Рахат-лукум" ("Turks Fruit") известным голландским режиссёром Полом Верховеном (Paul Verhoeven) был снят фильм с Рутгером Хауэром в главной роли. В 1973 году фильм был выдвинут на премию Оскар как лучший фильм на иностранном языке, что позволило и режиссёру фильма и актёру, снимавшемуся в главной роли, заявить о себе, а впоследствии и получить мировую известность. По его произведениям также снимали фильмы Тео ван Гог и др. режиссёры.
С 1980 года Волкерс жил на острове Тексел. Некоторые его скульптуры на открытом воздухе были повреждены вандалами, видимо, потому, что они частично состояли из стекла. Среди повреждённых скульптур — памятник жертвам Освенцима в Амстердаме и монумент на дамбе в Текселе. Из-за этих повреждений Волкерс объявил в 2003 году, что в своих будущих скульптурах он намерен использовать больше стали и меньше стекла.

## Произведения
- 1961, Serpentina's petticoat (новеллы)
- 1962, Kort Amerikaans (роман)
- 1963, Gesponnen suiker (новеллы)
- 1963, De Babel (драма)
- 1963, Een roos van vlees (роман)
- 1964, De hond met de blauwe tong (новеллы)
- 1965, Назад в Ухстхейст/ Terug naar Oegstgeest (автобиографический роман)
- 1967, Horrible tango (роман)
- 1969, Turks fruit (роман)
- 1971, Groeten van Rottumerplaat (автобиографические записки)
- 1971, Werkkleding/Workclothing (автобиографические записки)
- 1974, De walgvogel (роман)
- 1974, Dagboek 1974
- 1975, Dominee met strooien hoed (повести)
- 1977, De kus (роман)
- 1979, De doodshoofdvlinder (роман)
- 1980, De perzik van onsterfelijkheid (роман)
- 1981, Alle verhalen (собрание рассказов)
- 1981, Brandende liefde (роман)
- 1982, De junival (роман)
- 1983, Gifsla (роман)
- 1984, De onverbiddelijke tijd (роман)
- 1985, 22 sprookjes, verhalen en fabels
- 1988, Kunstfruit en andere verhalen
- 1989, Jeugd jaagt voorbij
- 1991, Tarzan in Arles (эссе)
- 1991, Wat wij zien en horen (новеллы, в соавторстве)
- 1994, Rembrandt in Rommeldam (эссе)
- 1995, Zwarte bevrijding (эссе)
- 1996, Icarus en de vliegende tering
- 1997, Mondriaan op Mauritius (эссе)
- 1998, Het kruipend gedeelte des aardbodems
- 1999, Omringd door zee (журнальные статьи)
- 1999, De spiegel van Rembrandt
- 2005, Zomerhitte
- 2005, Dagboek 1974 (дневник 1974 года)
- 2006, 2 Texel: Drummers Double Bill & Jan Wolkers
- 2007, De ladder naar lust
- 2008, Het was wel een heel lief varkentje

## Признание
Последовательно отказывался от премий, которые ему присуждались; среди прочих, это были крупнейшие и наиболее авторитетные в Нидерландах премии Константейна Хёйгенса (1982) и Питера Хофта (1989).

## Публикации на русском языке
- The Splendid Thirties [из книги Назад в Ухстхейст]// Иностранная литература, 2013, №10